# Средний люмпен
Средний люмпен (лат. Anisarchus medius) — вид лучепёрых рыб из семейства стихеевых.
Вид встречается на севере Тихого океана у берегов Японии, Кореи и Приморского края России и на севере Атлантики у берегов Гренландии и Европы.
Тело удлинённое, сужается к хвосту, глаза большие, край орбит выходит за верхний край головы. Лучи спинного и анального плавников заходят за основание хвостового плавника. Тело желтоватого или коричневого окраса.
Донная рыба длиной до 30 см. Любит илистое дно, обитает на глубине 10—300 м в водах с низкой температурой.